# Coppa delle Fiere 1963-1964
La sesta edizione della Coppa delle Fiere venne disputata nella stagione 1963-64. La competizione fu vinta dal Real Saragozza, che sconfisse in finale i campioni uscenti del Valencia.

## Sedicesimi di finale
| Squadra 1                | Totale | Squadra 2         | Andata | Ritorno |
| ------------------------ | ------ | ----------------- | ------ | ------- |
| Staevnet XI (Copenaghen) | 4 - 9  | Arsenal           | 1 - 7  | 3 - 2   |
| Aris Bonnevoie           | 2 - 4  | RFC Liegi         | 0 - 2  | 2 - 2   |
| Glentoran                | 1 - 7  | Partick Thistle   | 1 - 4  | 0 - 3   |
| Zbrojovka Brno           | 7 - 1  | Servette          | 5 - 0  | 2 - 1   |
| Losanna                  | 4 - 4  | Hearts            | 2 - 2  | 2 - 2   |
| Īraklīs                  | 1 - 9  | Real Saragozza    | 0 - 3  | 1 - 6   |
| Juventus                 | 3 - 3  | OFK Belgrado      | 2 - 1  | 1 - 2   |
| Atlético Madrid          | 2 - 1  | Porto             | 2 - 1  | 0 - 0   |
| Rapid Vienna             | 4 - 2  | RC France         | 1 - 0  | 3 - 2   |
| Shamrock Rovers          | 2 - 3  | Valencia          | 0 - 1  | 2 - 2   |
| SC Lipsia                | 2 - 3  | Újpest            | 0 - 0  | 2 - 3   |
| Steagul Roșu Brașov      | 2 - 5  | Lokomotiv Plovdiv | 1 - 3  | 1 - 2   |
| Hertha Berlino           | 1 - 5  | Roma              | 1 - 3  | 0 - 2   |
| Trešnjevka               | 1 - 4  | Belenenses        | 0 - 2  | 1 - 2   |
| Colonia                  | 4 - 2  | Gent              | 3 - 1  | 1 - 1   |
| DOS Utrecht              | 2 - 8  | Sheffield Weds    | 1 - 4  | 1 - 4   |

### Ripetizione
| Squadra 1 | Risultato      | Squadra 2    |
| --------- | -------------- | ------------ |
| Losanna   | 3 - 2 (d.t.s.) | Hearts       |
| Juventus  | 1 - 0          | OFK Belgrado |

## Ottavi di finale
| Squadra 1          | Totale | Squadra 2         | Andata | Ritorno |
| ------------------ | ------ | ----------------- | ------ | ------- |
| Arsenal            | 2 - 4  | RFC Liegi         | 1 - 1  | 1 - 3   |
| Partick Thistle FC | 3 - 6  | Zbrojovka Brno    | 3 - 2  | 0 - 4   |
| Losanna            | 1 - 5  | Real Saragozza    | 1 - 2  | 0 - 3   |
| Juventus           | 3 - 1  | Atlético Madrid   | 1 - 0  | 2 - 1   |
| Rapid Vienna       | 2 - 3  | Valencia          | 0 - 0  | 2 - 3   |
| Újpest             | 3 - 1  | Lokomotiv Plovdiv | 0 - 0  | 3 - 1   |
| Roma               | 3 - 1  | Belenenses        | 2 - 1  | 1 - 0   |
| Colonia            | 5 - 3  | Sheffield Weds    | 3 - 2  | 2 - 1   |

## Quarti di finale
| Squadra 1      | Totale | Squadra 2      | Andata | Ritorno |
| -------------- | ------ | -------------- | ------ | ------- |
| RFC Liegi      | 2 - 2  | Zbrojovka Brno | 2 - 0  | 0 - 2   |
| Real Saragozza | 3 - 2  | Juventus       | 3 - 2  | 0 - 0   |
| Valencia       | 6 - 5  | Újpest         | 5 - 2  | 1 - 3   |
| Roma           | 3 - 6  | Colonia        | 3 - 1  | 0 - 5   |

### Ripetizione
| Squadra 1 | Risultato | Squadra 2      |
| --------- | --------- | -------------- |
| RFC Liegi | 1 - 0     | Zbrojovka Brno |

## Semifinali
| Squadra 1 | Totale | Squadra 2      | Andata | Ritorno |
| --------- | ------ | -------------- | ------ | ------- |
| RFC Liegi | 2 - 2  | Real Saragozza | 1 - 0  | 1 - 2   |
| Valencia  | 4 - 3  | Colonia        | 4 - 1  | 0 - 2   |

### Ripetizione
| Squadra 1 | Risultato | Squadra 2      |
| --------- | --------- | -------------- |
| RFC Liegi | 0 - 2     | Real Saragozza |

## Finale
| Squadra 1      | Risultato | Squadra 2 |
| -------------- | --------- | --------- |
| Real Saragozza | 2 - 1     | Valencia  |